# Juan Alberto Schiaffino
Juan Alberto Schiaffino Villano (Montevidéu, 28 de julho de 1925 — Montevidéu, 13 de novembro de 2002) foi um futebolista uruguaio que jogava como meia-armador. Schiaffino celebrizou-se como o grande gênio da Seleção Uruguaia campeã da Copa do Mundo de 1950 em cima do Brasil em pleno Maracanã. Foi inclusive dele o primeiro gol uruguaio na histórica vitória de virada celeste.
Schiaffino, que também destacou-se na Copa do Mundo de 1954, era um ponta-de-lança de toques rápidos e arremates precisos, sabendo jogar também como centroavante e ponta-direita. Era bom cabeceador e ambidestro, tendo uma técnica refinada e andar elegante mas sem ostentações, possuía visão de jogo e inteligência tática incomuns, ainda que seu estilo rendesse uma minoria de detratores: no início, por driblar demais e depois por aparentar pouca vibração, não sendo de gastar energias em vão.
De origens italianas, ele defenderia também a Itália e poderia ter jogado pela Azzurra a Copa do Mundo de 1958, mas o país não se classificou. Foi também campeão nas três equipes que defendeu: Peñarol, Milan e Roma. É considerado o maior futebolista que o Uruguai já teve, sendo assim eleito para o século XX pela Federação Internacional de História e Estatísticas do Futebol, que, para o mesmo período, classificou-o também como o 17º maior jogador do mundo e o sexto maior da América do Sul.[carece de fontes?] As revistas Guerin Sportivo (italiana), FourFourTwo (britânica), Placar (brasileira) e World Soccer (britânica) respectivamente elegeram-no, a nível mundial para o mesmo século, na 8º, 46ª, 63ª e 68ª colocações em listas similares.
Um dos maiores ídolos do Peñarol, Schiaffino também é considerado o uruguaio de maior sucesso no futebol italiano, assim como um dos principais ídolos históricos do Milan. Curiosamente, ele jamais jogou a Copa América. Se Obdulio Varela tornou-se emblema da superação uruguaia no Maracanaço e Alcides Ghiggia ficou marcado como o iluminado do gol do título, Schiaffino foi "o imponderável que acabou com todas as pretensões do Brasil", nas palavras do treinador derrotado, Flávio Costa.

## Origens
Era filho de um uruguaio, Raúl Gilberto Schiaffino, que tinha origens na região italiana da Ligúria, com uma paraguaia, María Eusebia Villano. Uma tia materna foi quem criou seu apelido de Pepe, referindo-se à palavra italiana para pimenta, pois Schiaffino era bastante inquieto. Seus primeiros jogos como juvenil se deram no clube Palermo, alternando as práticas esportivas com o trabalhos temporários como os de padeiro e de operário em uma fábrica de alumínio - "eu não tinha profissão, trabalhava aqui e ali", ele explicaria. Do Palermo rumou ao Olimpia, equipe que deu origem ao River Plate uruguaio em 1933.[carece de fontes?] Chegou a ter uma breve passagem pelo Nacional ainda nos juvenis, rumando em 1943 ao rival Peñarol. Foi levado à equipe aurinegra pelo irmão mais velho, Raúl Schiaffino.
O irmão Raúl também foi um destacado futebolista. Foi promovido ao time adulto do Peñarol em 1944 e já no ano seguinte foi o artilheiro do campeonato uruguaio de 1945,[carece de fontes?] bem como a principal figura da temporada. O Peñarol foi campeão e Raúl, apelidado de El Toto, fez 46 gols no ano, considerando amistosos. Naquele mesmo ano, Raúl estreou pela seleção uruguaia, em julho, defendendo-a até fevereiro do ano seguinte, sendo titular na Copa América de 1946.[carece de fontes?]
Campeão também em 1944, ano em que o Peñarol desfez domínio de cinco anos do rival Nacional no campeonato uruguaio,[carece de fontes?] desempenho de Raúl havia permitido ao Peñarol recuperar-se também social e financeiramente, com o número de sócios saltando de oito mil em 1943 para vinte mil em 1947. Neste ano, porém, Raúl precisou parar de jogar ainda aos 23 anos de idade, em função de reiteradas lesões. Mesmo quando era a grande estrela, dizia-se que o irmão mais jovem era ainda melhor. Ambos puderam jogar juntos escassas vezes. Uma delas foi pela seleção. Pois Juan conseguiu o feito de estrear nela antes mesmo de estrear no time principal do Peñarol.

## Carreira em clubes

### Peñarol
Schiaffino estreou no time principal do Peñarol na temporada de 1946. Enquanto o irmão Raúl era o centroavante titular, Juan logo tornou-se o meia-esquerda mais utilizado pelo clube em uma temporada de queda de desempenho da equipe, vice-campeã. Fez 13 gols em 23 partidas. No ano seguinte, o título uruguaio novamente não veio. Raúl precisou parar de jogar, enquanto Juan alternou-se na titularidade com Oscar Chirimini. Mas, segundo o próprio jogador, "somente em 1947 me firmei como um jogador de primeira divisão".
Em 1948, ele passou à meia-direita. Foi o ano em que o Peñarol contratou Alcides Ghiggia, Óscar Míguez e Juan Hohberg. Porém, uma longa greve paralisou o campeonato após a primeira rodada do segundo turno.  Ela só veio a se encerrar em abril do ano seguinte. O título foi então dado a quem era líder, o rival Nacional.
Em 1949, porém, o Peñarol terminou campeão de modo arrasador ainda que sem nenhum novo jogador relevante, tendo como grande reforço o técnico húngaro Emérico Hirschl. Em maio, escalou-se pela primeira vez o quinteto ofensivo formado por Ghiggia na ponta-direita, Hohberg na meia-direita, Míguez de centroavante, Schiaffino na meia-esquerda e o ítalo-argentino Ernesto Vidal na ponta-esquerda. Deles, somente Hohberg não pôde ir à Copa do Mundo FIFA de 1950, com sua naturalização sendo concedida apenas posteriormente, ao contrário da de Vidal.
A estreia do quinteto ocorreu em goleada por 5-1 sobre o Sud América. Foi o marco inicial de um ataque apelidado de "Esquadrilha da Morte". O time como um tudo foi por sua vez apelidado de La Máquina del 49. O título veio com uma campanha invicta, com 16 vitórias, 2 empates, 62 gols a favor e 17 contra. Considerando amistosos, foram 113 gols em 32 partidas, em média de três gols e meio por jogo. Apenas uma vez o clube foi derrotado naquele ano, em amistoso com o time argentino do Huracán. Foram conquistados 52 dos 54 pontos em disputa. Schiaffino, curiosamente, chegou a jogar até de zagueiro, improvisação que fez-se necessária em partida contra o Rampla Juniors. O zagueiro Washington Ortuño fraturou-se no início contra um adversário e na época não haviam substituições. Com El Pepe na defesa, o Peñarol ganhou do mesmo jeito.
A campanha foi tão avassaladora que três adversários abandonaram o campo: o Liverpool uruguaio, o Rampla Juniors e, na ocasião mais famosa, o rival Nacional, no que ficou conhecido como El Clásico de la Fuga, pois os tricolores, temendo uma goleada, não retornaram à partida após o intervalo. Estavam perdendo por 2-0 e tinham dois jogadores expulsos. O primeiro gol veio já aos 37 minutos do primeiro tempo e foi uma mostra da inteligência de Schiaffino: ele buscou o arremate após rebote do goleiro Aníbal Paz. A bola voltou a rebater no adversário, dessa vez em Rodolfo Pini, voltando a Schiaffino. Ele estava em boa posição para chutar novamente, mas notou Ghiggia livre e preferiu passar-lhe a bola. Ghiggia então acertou um chute forte para abrir o placar. Ainda houve tempo para um segundo gol no primeiro tempo, oriundo de um pênalti cujas reclamações antes e depois da cobrança geraram as expulsões dos adversários Eusebio Tejera e Walter Gómez. Tejera estaria na Copa do Mundo FIFA de 1950, mas Gómez não, punido com longa suspensão em função dessa expulsão.
A respeito daquele ataque, considerado o melhor da história do futebol uruguaio, e daquele elenco como um todo, que Schiaffino defenderia como superior ao internacionalmente vitorioso da década de 1960 ("antes havia poucos torneios internacionais, mas sem desmerecer ao Peñarol dos anos 60, que tinha grandes jogadores, eu creio que se tivéssemos tido as mesmas oportunidades de competição, teria transcendido o Peñarol de 1949 no mundo"), explicaria assim para o Libro de Oro de Peñarol:
O papel de Don Emérico Hirschl era fundamental, pois treinava e dirigia, é dizer: nos preparava fisicamente e nos posicionava em campo. Nem todos os jogadores fazíamos o mesmo trabalho físico e era frequente que eu desse umas voltas no campo e praticasse pouco futebol. (...) Jogávamos em WM e a base do êxito, falando de 1949, estava na grande efetividade. O Peñarol de 1949 era uma equipe que contava com dois pontas muito velozes e atentos à mudança de frente, o que abria brechas para a contundência dos demais - e a deles - de um ataque que tinha tudo: velocidade, tática, habilidade e potência. O líder era o diálogo e o valor individual dos jogadores, dúcteis e possuidores de recursos técnicos e táticos; por exemplo, Míguez ia atrás buscar o jogo (...). O mesmo eu, que também atendia a saída desde o meio-campo e a chegada dos pontas e seus cruzamentos. Minha função pode definir-se como volante ofensivo, mas as características de trinta anos atrás não são as atuais. (...) Para a época, era uma equipe fácil, efetiva e de preparação aceitável. A melhor lembrança do Peñarol de 1949 era a segurança com que arrasamos os campeonatos locais. Na defesa, as coisas não eram muito parelhas, primando também as individualidades para alcançar um rendimento efetivo. Mas a tranquilidade que tínhamos à frente era absoluta: cada fim de semana era uma festa 
A grande campanha fez com que seis jogadores do Peñarol compusessem a base da Seleção Uruguaia na Copa do Mundo de 1950: Roque Máspoli, Obdulio Varela e os já citados Ghiggia, Schiaffino, Míguez e Vidal. Apenas Vidal não participaria do Maracanaço, devido a uma lesão, cedendo lugar a Rubén Morán. Ao todo, foram nove jogadores aurinegros convocados. E era desejo no clube que outro presente na seleção fosse o próprio técnico Hirschl. Como isso não foi atendido, os dirigentes aurinegros chegaram a ameaçar uma proibição na convocação dos seus jogadores. Ironicamente, o time, prejudicado com uma lesão de Schiaffino nos meniscos, terminou perdendo o campeonato uruguaio de 1950 para o arquirrival. O meia-esquerda mais usado foi Juan Riephoff.
Já em 1951 o Peñarol fez nova grande campanha, com apenas uma derrota no campeonato, para o River Plate uruguaio (2-1), adversário que chegou a ser goleado por 7-0 em torneio de pré-temporada - Schiaffino, alternando-se com Riephoff na meia-esquerda, fez um dos gols gols. O título de 1951 fez o Peñarol ser chamado para a Copa Rio de 1952, onde bateu os adversários europeus, mas viu-se prejudicado pela arbitragem contra os brasileiros. Já no campeonato doméstico, Peñarol e Nacional terminaram empatados, forçando um jogo-extra realizado em fevereiro do ano seguinte. Ghiggia e Míguez foram expulsos nele e o rival terminou campeão. Foi inclusive a última partida do amigo Ghiggia pelo Peñarol. Acusado de agredir o árbitro, sua expulsão foi seguida de uma suspensão de quinze meses, o que influenciou na venda do jogador ao exterior.
O título foi recuperado em 1953, com Schiaffino novamente como titular absoluto na meia-esquerda e uma goleada de 5-0 sobre o arquirrival Nacional. Ele despediu-se do clube ainda antes do início do campeonato de 1954. A última partida foi em 25 de julho daquele ano, em torneio de pré-temporada, em vitória por 6-1 sobre o River Plate uruguaio, onde marcou um gol. Havia sido vendido ao Milan. Foi três dias antes de seu aniversário de 29 anos. Saiu para os vestiários levantando a mão direita à tribuna que o ovacionava. Sua transferência por 72 mil libras esterlinas, ou 52 milhões de liras italianas, foi para a época o valor mais caro pago por um futebolista até então.

### Milan

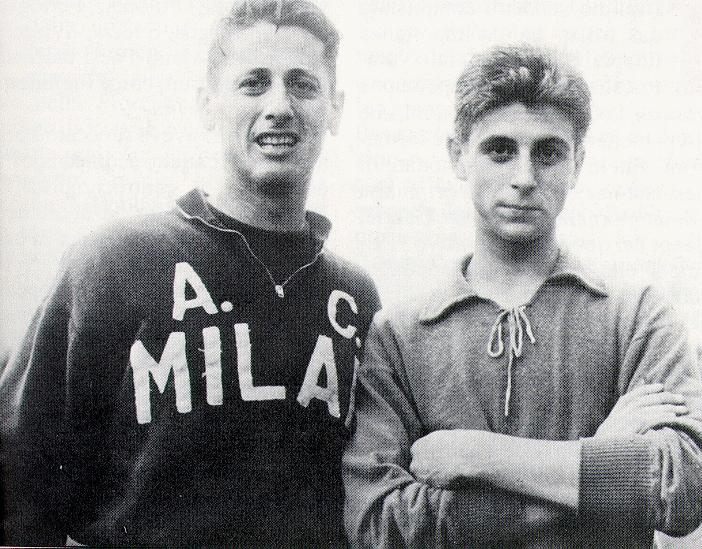
Schiaffino com o jovem Gianni Rivera no Milan. Rivera foi seu pupilo e sucessor.

Schiaffino já havia sido sondado antes pelo Genoa, que tentara atrai-lo por ser clube da região das origens italianas do jogador, a Ligúria. Porém, ele permanecera no Peñarol. Já a estreia pelo Milan deu-se em 19 de setembro de 1954, com Schiaffino marcando duas vezes em vitória por 4-2 sobre a Triestina. Ele logo adquiriu passaporte italiano em função do limite de dois estrangeiros, já preenchido com os suecos Nils Liedholm e Gunnar Nordahl. Schiaffino vinha repor justamente a ausência de outro sueco, o recém-vendido Gunnar Gren. Sua função era de jogar mais recuado, para armar jogadas aos atacantes, para apenas eventualmente arriscar lances diretos ao gol, e a cumpriu com maestria, seja com arremates (mais precisos do que potentes) ou desarmes defensivos. A dupla cidadania permitiu que ele estreasse ainda naquele ano, em dezembro, pela seleção italiana; no mês anterior, em novembro, Schiaffino marcou gol no empate em 1-1 no seu primeiro clássico com a Internazionale. Ao todo, ele fez quinze gols no campeonato italiano de 1954-55,[carece de fontes?] cujo título foi imediatamente conquistado.
O título possibilitou que o Milan fosse o primeiro clube italiano a competir na Liga dos Campeões da UEFA, competição iniciada a partir da temporada 1955-56 com o intuito de definir o campeão do continente europeu. Na primeira edição, o Milan chegou às semifinais, eliminado pelo Real Madrid de Alfredo Di Stéfano. Schiaffino fez um dos gols na derrota por 4-2 na partida de ida, no Santiago Bernabéu. Na volta, faltou um gol na vitória por 2-1 para que a vaga na final fosse dos milanistas.[carece de fontes?] Paralelamente, o clube foi campeão da Copa Latina, até então o torneio interclubes europeu de maior importância, no que foi a penúltima edição dessa competição.
Em meio a tantas competições internacionais, o clube foi vice-campeão nacional, mas a doze pontos da campeã Fiorentina. Schiaffino fez dezesseis gols na Serie A de 1956-57, incluindo dois em vitória de 3-1 sobre a Juventus.[carece de fontes?]
Schiaffino e o Milan foram novamente campeões italianos em 1956-57, com o uruguaio marcando nove vezes, incluindo um sobre a Fiorentina campeã da temporada anterior.[carece de fontes?] Naquele ano, Schiaffino chegou a ter sua venda à Roma acertada de forma verbal entre dirigentes dos dois clubes, mas a falta de um compromisso por escrito fez os mandatários do Milan mudarem de ideia e manterem a estrela, apesar dos protestos romanistas na federação. Com o título, os rossoneri foram os representantes italianos na Liga dos Campeões de 1957-58. No caminho, os italianos eliminaram o Manchester United, com o uruguaio marcando tanto fora de casa (derrota de 2-1) como dentro (vitória por 4-0 com dois gols dele). Na decisão, reencontrou-se Di Stéfano e o Real Madrid. Schiaffino também reencontrava no time adversário um ex-colega de Seleção Uruguaia, José Santamaría.[carece de fontes?]
A partida foi bastante equilibrada e terminou empatada em 2-2 após o Milan chegar a estar duas vezes na frente do placar, inaugurado com gol de Schiaffino; no lance, deslocou-se como um atacante, recebeu nas costas da zaga adversária e fuzilou o goleiro Juan Alonso, com apenas meia hora de jogo restante. Porém, os espanhóis, em final das mais intensas do torneio e de antemão considerada como tira-teima entre Pepe e Di Stéfano, vistos como os melhores jogadores do mundo, conseguiram marcar o terceiro gol na prorrogação e manter o resultado. Em paralelo, o Milan ficou apenas em nono na Serie A, com cinco gols de Schiaffino.[carece de fontes?] Mas a boa fase internacional fez o uruguaio voltar à seleção italiana após três anos; havia sido bastante criticado na sua estreia pela Azzurra, em 1954.
Novamente tendo apenas as competições nacionais para se concentrar, os milaneses obtiveram novo título italiano em 1958-59, o terceiro com Schiaffino, ainda o líder do elenco e quem "tinha um radar no lugar do cérebro", nas palavras do colega Cesare Maldini. O uruguaio marcou apenas duas vezes,[carece de fontes?] mas sua importância era tamanha que seu contrato previa que o jogador estava autorizado a levar a esposa para a concentração e as viagens. O fim do ciclo de Schiaffino em Milão veio em 1960. O time havia caído nas oitavas-de-final da Liga dos Campeões após derrota agregada de 7-1 para o Barcelona. Já na Serie A, ficou em terceiro, com dois gols do uruguaio.[carece de fontes?] Ele foi vendido à Roma. O clube havia contratado o jovem Gianni Rivera, que viria a ser o segundo maior jogador da história do Milan, abaixo apenas de Paolo Maldini. Rivera viria a substituir Schiaffino, que o adotara como pupilo no breve tempo de convivência, mas na época a torcida não se conformou com a saída do uruguaio, protestando bastante.
Com Schiaffino, o Milan obteve três campeonatos italianos em seis temporadas. Era aproximadamente a mesma quantidade que o clube havia conquistado (quatro vezes) em cinquenta anos, até a chegada do uruguaio. Depois que ele foi embora, só outra fase conseguiu supera-la em conquistas assíduas no mesmo espaço de seis anos: entre 1991 e 1996, foram quatro conquistas apenas na Serie A.[carece de fontes?] Assim, a idolatria em torno de Schiaffino permaneceu: em 1989, ele foi convidado pela Associação Uruguaia de Futebol a viajar juntamente com a seleção uruguaia, que disputaria um amistoso em Milão com a italiana. Andando pelas ruas, era reconhecido e saudado até pelas pessoas mais jovens, motivando peregrinações diárias de fãs interessados em ver ou rever o ídolo em um hotel situado a 40 quilômetros dali. Quando seu falecimento foi comunicado nos alto-falantes do estádio San Siro, que na mesma data recebeu partida entre Milan e Deportivo La Coruña pela Liga dos Campeões da UEFA, o público de 40 mil pessoas presentes irromperam em aplausos, ao passo que os jogadores milanistas portaram braceletes negros.

### Roma
Schiaffino, que poderia ter vindo à Roma ainda em 1957 não fosse a desistência dos dirigentes do Milan em cumprir um acordo apenas verbal, chegou à equipe da capital em 1960, pelo valor de 102 milhões de liras italianas. O montante era superior em números absolutos à transferência recordista que o levara ao Milan, mas, embora ainda considerável para a época, era inferior com a incidência de inflação. Nos giallorossi, o uruguaio recuou mais, passando a atuar como líbero. Ainda assim, marcou no reencontro contra o ex-clube, em empate em 2-2. Foram três gols na Serie A de 1960-61, incluindo um sobre a Internazionale. A Roma terminou em quinto. Nela, Schiaffino reencontrou o colega Alcides Ghiggia, autor de um gol na Serie A.[carece de fontes?] Juntos, venceram a Taça das Cidades com Feiras daquela temporada. O torneio foi precursor da Liga Europa da UEFA.
Schiaffino jogou por mais uma temporada na Roma, sem marcar gols em nova campanha de quinto lugar.[carece de fontes?] Schiaffino, como líbero, mantinha bom nível, parando de jogar por escolha própria em se retirar em forma e não como jogador acabado. O clube da capital lhe presenteou com um rolex com a frase "ao grande Schiaffino". Após parar, ficou mais uma temporada no clube, como assistente-técnico, após a qual regressou ao Uruguai. Quando o ídolo esteve acompanhando a seleção uruguaia em amistoso realizado na Itália em 1989, houve quem viajasse setecentos quilômetros desde Roma apenas para ver o ex-jogador.

## Seleção Uruguaia

### Inícios

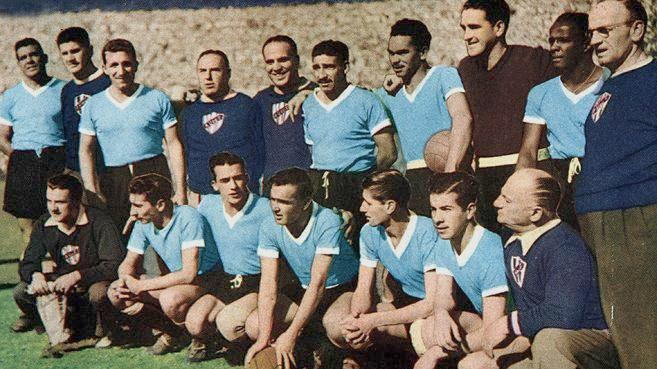
A Seleção Uruguaia posando antes da partida decisiva contra o Brasil em 1950. Schiaffino é o penúltimo jogador agachado, da esquerda para a direita.

Schiaffino estreou pela seleção uruguaia ainda antes de estrear no futebol adulto de clubes, tamanha era a fama já criada de que seria ainda melhor que o irmão Raúl Schiaffino, então no auge da carreira. Uma primeira vez dera-se ainda em 29 de dezembro de 1945, em partida considerada não-oficial pela FIFA contra a Argentina, pois foi organizada pelo Círculo de Jornalistas Esportivos. Ele e o irmão atuaram juntos, com ambos entrando no decorrer da partida - Raúl substituindo Walter Gómez e Juan, Pedro Riephoff. Raúl marcou o gol uruguaio no empate em 1-1.
A estreia oficial deu-se dias depois, em 10 de janeiro de 1946, contra o Brasil, pela Copa Rio Branco em Montevidéu. Foi em novo empate em 1-1, com a partida sendo suspensa aos 78 minutos, com o abandono dos adversários, em atrito com o árbitro - o técnico brasileiro Flávio Costa foi expulso. Naquela partida, os irmão Raúl e Juan voltaram a atuar juntos. Raúl foi titular e Juan entrou no decorrer da partida para substituir Riephoff.[carece de fontes?] Porém, só Raúl terminou convocado à Copa América daquele ano, realizada poucas semanas depois.
O Schiaffino mais novo ainda não estava totalmente firmado no Peñarol quando realizou sua segunda partida oficial, mais de um ano depois, em 1 de abril de 1947. Foi em derrota de 3-2 em reencontro com o Brasil pela Copa Rio Branco, dessa vez no Rio de Janeiro.[carece de fontes?]
Ele ainda não estava firmado no Peñarol  e essa condição perdurou ao longo de 1947, com Schiaffino novamente de fora da Copa América daquele ano. A terceira partida também demorou mais de um ano e foi novamente contra o mesmo adversário e pelo mesmo troféu, em 11 de abril de 1948, em Montevidéu. Schiaffino venceu pela primeira vez, com o placar terminando em 4-2.[carece de fontes?]
Sobreveio a longa greve que perdurou de 1948 a 1949, razão pela qual Schiaffino novamente ausentou-se da Copa América, cuja edição de 1949, em função da greve, recebeu uma seleção uruguaia formada por juvenis. Schiaffino só voltou a defender novamente a Celeste já no ano de 1950. Foi em 30 de abril, a poucas semanas da Copa do Mundo daquele ano. Naquele data, a Celeste perdeu de 3-2 para o Paraguai, já no Rio de Janeiro, no estádio São Januário, pela Copa Trompowsky.[carece de fontes?]
Esse troféu fazia referência ao brigadeiro Armando Figueira Trompowsky de Almeida, que na época era ministro da Aeronáutica do Brasil. As duas seleções deveriam se enfrentar pelas eliminatórias, mas os outros dois adversários do grupo, Equador e Peru, desistiram. A FIFA então considerou aquela partida um amistoso, sem influir no sorteio. Em um mundial marcado por desistências até de seleções classificadas, casos de Escócia, Índia e Turquia, o Uruguai ficou em grupo de apenas dois times, ao lado da Bolívia.
O Uruguai veio à Copa do Mundo com um ambiente turbulento: o técnico Juan López fora escolhido apenas um mês antes do torneio, após a Celeste Olímpica obter resultados ruins contra os próprios brasileiros, o que, além das derrotas pela Copa Rio Branco, incluíam ainda uma derrota para o Brasil de Pelotas e, em Montevidéu, dois empates contra o Fluminense; os jogadores uruguaios viam-se fora de forma após dois meses de inatividade. Antes da escolha da Associação Uruguaia de Futebol por López, o Peñarol chegara a vetar a convocação de seus jogadores: a AUF desprezava o técnico da equipe aurinegra, o húngaro Emérico Hirschl, desejado pela torcida e mídia. Com pouco tempo para entrosar o time, López chamou exatamente os jogadores que disputaram a Copa Rio Branco semanas antes do mundial. A Rio Branco desenrolara-se em três partidas, com Schiaffino participando de todas. Na primeira delas, o Uruguai venceu por 4-3, com o meia marcando seu primeiro gol pelo país, em pleno Pacaembu. Mas os brasileiros venceram as outras duas. Na segunda, Schiaffino foi substituído por Schubert Gambetta.[carece de fontes?]

### Copa do Mundo de 1950
Como foi o único jogo da Celeste na primeira fase, o confronto com os bolivianos foi marcado para a data da última rodada dos demais grupos. Schiaffino fez o terceiro e o sexto gol de uma vitória de 8-0 acompanhada por apenas 6.200 pessoas no estádio Independência, em Belo Horizonte. Por muito tempo, porém, acreditou-se que ele teria feito cinco gols nesse jogo. A inverdade só foi esclarecida em função dos cinco gols marcados pelo russo Oleg Salenko em um só jogo na Copa do Mundo FIFA de 1994. Vinha se divulgando que Salenko havia igualado um recorde de Schiaffino, mas o próprio uruguaio, conhecido pela sinceridade, imediatamente veio a público esclarecer que "todos sabem que fiz somente dois gols nessa partida. Os outros me estão presenteando e seria uma falta de respeito aos companheiros que os converteram que me os adjudiquem". Um dia depois do recorde de Salenko, Schiaffino declarou que "o que me chama atenção é que a FIFA não tenha acertado com o resultado justo, pois me deram quatro gols, que não é certo, e também cinco, o que é ainda pior. A FIFA se equivoca, eu digo a verdade".
Os compromissos seguintes foram válidos já pelo quadrangular final, a começar por um 2-2 com a Espanha. Os uruguaios começaram vencendo, sofreram a virada e só conseguiram empatar graças a um gol de longa distância de Obdulio Varela. Schiaffino pouco apareceu no ataque. Também foi discreto no jogo seguinte, igualmente dramático, com roteiro similar: o Uruguai fez o primeiro gol, mas depois a Suécia passou a ganhar por 2-1. Os sul-americanos deixaram apenas Eusebio Tejera recuado, buscando incessantemente o ataque. Conseguiram virar para 3-2 com dois gols nos quinze minutos finais. Schiaffino chegou a ser cobrado pelo capitão Obdulio Varela por suposta falta de compromisso, no que respondeu: "eu correrei, mas você me dê a bola no meu pé como eu lhe dou".
A última partida do grupo, que acabaria decidindo o torneio, seria contra o Brasil. Por diversos fatores, como o conturbado ambiente pré-Copa do Uruguai, incluindo resultados ruins contra o próprio Brasil e equipes de futebol brasileiras, o fato de enfrentar o anfitrião, e precisando da vitória para ganhar a Copa - ao Brasil, bastava apenas o empate, por ter somado mais pontos ao ter vencido os mesmos adversários na fase final -, os brasileiros eram apontados como francos favoritos. Principalmente pelas vitórias brasileiras contra suecos e espanhóis terem saído em exibições espetaculares com vitórias, respectivamente, por 7-1 e 6-1. O clima generalizado entre os brasileiros de que o Brasil já era campeão - o que incluiria um discurso do prefeito do Rio de Janeiro, Ângelo Mendes de Moraes, nos autofalantes do Maracanã, antes da partida.
A euforia brasileira aumentou com o gol de Friaça no primeiro minuto do segundo tempo. Instigados pelo capitão Obdulio Varela, os uruguaios correram atrás e esfriaram os brasileiros, o que já funcionara no primeiro tempo, em que a Celeste soubera anular a principal jogada adversária: a troca de passes entre Jair da Rosa Pinto, Ademir e Zizinho, a quem Schiaffino, recuando, dava o primeiro combate, com Tejera na sobra. No primeiro tempo, as melhores chances ofensivas haviam sido dos visitantes; a velocidade de Ghiggia obrigando Bigode a realizar o que foi descrito como "ginástica" para poder marcar-lhe, enquanto Míguez acertou a trave.
Aos 21 minutos do segundo tempo, com o Uruguai recomposto do gol sofrido, Ghiggia recebeu a bola de Obdulio Varela na intermediária brasileira, junto à linha lateral, escapando do carrinho de Bigode e correndo sozinho por vinte metros; havia ouvido de Obdulio a senha "dá-lhe, se anime e corra". Ao ultrapassar a linha lateral da grande área, a três metros da linha de fundo, abriu para perto da linha lateral para melhorar seu ângulo  e fez um passe rasteiro para o desmarcado Schiaffino, que antecipou-se à marcação de Juvenal  e acertou no canto esquerdo de Barbosa. O gol calou a numerosa plateia brasileira por cerca de trinta segundos. Schiaffino afirmou que o gol deveu-se mais à sorte do que a méritos próprios:
Tentei escorar a bola de raspão, só que acertei o peito do pé. Em vez de ir para o canto direito, ela foi para o ângulo esquerdo. Foi uma sorte espantosa! 
O goleiro Roque Máspoli declararia que foi o gol do empate que veio a causar uma inflexão na partida, gerando nos jogadores adversários o medo da derrota. Cerca de quinze minutos depois, já a sete do final, Ghiggia tocou a bola para Julio Pérez, que a pisou e atraiu a marcação de Bigode. Pérez então devolveu a bola a Ghiggia, que estava livre. Ele começou a correr rumo à área, aproveitando a indecisão de Bigode, que recuava; e Ghiggia ameaçou duas vezes passar por ele, continuando a correr. A jogada do gol de empate então ameaçou repetir-se: Schiaffino entrou pela área novamente desmarcado enquanto Ghiggia vinha pela direita - razão pela qual Barbosa, antevendo um novo passe para Schiaffino, afastou-se um pouco da trave esquerda. Óscar Míguez também estava à espreita para um cruzamento do colega.
Porém, Ghiggia, no momento em que Juvenal chegava para tentar interceptar, resolveu chutar de onde estava, conseguindo fazer a bola passar entre Barbosa e a trave. O Brasil não conseguiu empatar e a taça ficou com os uruguaios, que calaram as duzentas mil vozes presentes nas arquibancadas do Maracanã. Schiaffino, em outra declaração onde expressou sua sinceridade, falou sobre uma hipotética inversão daquela partida: "Se o Brasil tivesse nos vencido no Estádio Centenário, os brasileiros não sairiam vivos do Uruguai", disse em 1995 à Revista Placar. "Deus não quis que o Brasil nos ganhasse. Essa seleção nos metia três e quatro gols nas partidas amistosas".

### Copa do Mundo de 1954
Schiaffino só voltou a defender em 1953 a seleção. Foi em vitória por 2-1 em amistoso contra a Inglaterra em Montevidéu.[carece de fontes?] Embora ausente da Copa América daquele ano, foi convocado à Copa do Mundo FIFA de 1954. Pouco antes de ela começar, acertou contrato com o Milan. Na estreia, fez o segundo gol na vitória por 2-0 sobre a Tchecoslováquia. A classificação para as quartas-de-final foi garantida já no jogo seguinte, um sonoro 7-0 sobre a Escócia. A Celeste havia passado pela chave formada também com a Áustria e considerada como "o grupo da morte" daquela edição.
Nas quartas, os uruguaios enfrentaram outros britânicos, os ingleses. No fim do primeiro tempo, o capitão Obdulio Varela lesionou-se e, como substituições não eram permitidas, Schiaffino teve de recuar para não deixar espaços abertos no meio-de-campo, improvisando-se como volante central. com a partida ainda em 2-1. Apesar disso, o Uruguai venceu por 4-2, com ele fazendo um gol já no segundo tempo, o terceiro dos sul-americanos. A Inglaterra estava completa e ali fez seu primeiro jogo de alto nível em uma Copa do Mundo, mas justamente em um dia em que os sul-americanos estiveram ainda melhores, triunfando sobre o time de Stanley Matthews.
Jogando uma bela Copa, os uruguaios sentiam o tricampeonato a caminho, mas antes da final tiveram de encarar a sensação Hungria nas semifinais. Os magiares haviam acabado de eliminar impiedosamente os brasileiros mesmo atuando sem seu melhor jogador, Ferenc Puskás, lesionado. Puskás também não jogaria contra o Uruguai que, por sua vez, não poderia contar com os também machucados Varela, Óscar Míguez e Julio Abbadie. E quem se saiu melhor foram os húngaros, não sem antes sofrerem: os europeus terminaram vencendo por 4-2 no tempo extra de um dos maiores jogos da história da competição, em que qualquer time poderia ter ganho o jogo, visto de antemão como "a final prematura da Copa". Schiaffino chegou a ter uma chance no último lance do tempo regulamentar, mas a bola foi freada pelo barro do gramado a centímetros do gol, e então afastada dali pelos adversários.
Desmotivados, os uruguaios não pareceram interessados pelo terceiro lugar e foram derrotados pela Áustria por 3-1 na partida pelo bronze. Foi a última partida de Schiaffino pelo Uruguai. Sua transferência ao Milan o privou de novos jogos, pois na época a Celeste não convocava quem atuasse no exterior, política só alterada na década de 1970.
A respeito da participação naquele mundial, Schiaffino assim declararia:
"O campeonato de 1954 foi diferente do que disputamos no Brasil em 1950. Em primeiro lugar, diferentemente daquele, este contou com um número maior de participantes (...). Isso trouxe como consequência que a preparação das equipes fosse muito melhor. (...) A guerra já havia terminado fazia alguns anos e as nações puderam dedicar-se em melhor forma à preparação de seus atletas. A Hungria iniciava o ciclo de futebol distinto. A Alemanha começava a recuperar-se e a Inglaterra era melhor que em 1950. Ao chegar à Suíça, já se notou que tudo ia ser mais difícil e duro que no Maracanã. Apenas começamos a ver as equipes, nos surpreendeu o grande futebol húngaro e a força do conjunto alemão. E esta surpresa era lógica. Nosso futebol não tinha contatos e não existia televisão como atualmente, para evitar desconhecimentos. Em seguida, apreciamos uma melhor técnica e uma maior dinâmica nessas equipes mencionadas. Ao contrário, encontrei o Brasil diminuído. À margem dos aspectos táticos e de seus naturais progressos físicos, entendo que faltou potencial humano. Individualmente considerado, não estava constituído pelos fenômenos de 1950. Alguns poucos titulares daquele torneio, alguns outros que haviam sido reservas e outros jogadores jovens fizeram que não fosse aquela máquina. O Uruguai, por sua parte, tendo em conta os quatro anos transcoridos, com as exigências naturais, melhorou sensivelmente seu nível. Poderia dizer que se pôs no tom com as exigências que o torneio ia demandar (...). Apesar de não conseguir o título, nossa representação deixou impressão imelhorável. Ainda hoje se recorda nosso enfrentamento contra a Hungria e se fala mais dele do que da própria final. Pessoalmente, vivi esse torneio em circunstâncias muito especiais. Quando chegamos à Suíça, já tinha o passe para o Milan e só restava a finalização do torneio para ser jogador dessa instituição. Mas, durante a disputa, jamais pensei em outra coisa que não fosse obter o título. (...) Apesar da presença dos dirigentes italianos, dos exames a que fui submetido pelos médicos milaneses, só pensava em jogar. Como já tinha 28 anos, encarava as coisas com muita seriedade. (...) A queda contra a Hungria, como todas as derrotas, me afetou. Mas pensando bem, após o jogo, me consolou um pouco ter sido derrotado por uma grande equipe.

## Seleção Italiana
Schiaffino estreou pelo Milan em setembro de 1954. Para não preencher uma das duas vagas de estrangeiro em um time que já contava com os suecos Nils Liedholm e Gunnar Nordahl, o uruguaio, neto de um italiano, buscou o passaporte local. Já pôde em dezembro do mesmo ano estrear pela seleção italiana, em vitória por 2-0 sobre a Argentina em Roma.[carece de fontes?] Schiaffino, porém, foi bastante criticado nessa partida, fazendo com que só retornasse à Azzurra três anos depois.
El Pepe vinha de grandes temporadas a nível doméstico e internacional com o Milan e foi requisitado para as eliminatórias rumo à Copa do Mundo FIFA de 1958. Nelas, a Itália disputou um triangular contra Irlanda do Norte e Portugal. O primeiro jogo foi uma esperada vitória sobre os norte-irlandeses em Roma. Todavia, Schiaffino não estava em campo: ele só foi chamado após reformulações no time, o que incluía também a chamada de seu compatriota e antigo colega Alcides Ghiggia, o que se deu após uma surra de 6-1 em amistoso contra a Iugoslávia.
Ainda assim, apenas Ghiggia entrou no jogo seguinte, válido pelas Eliminatórias. A Itália perdeu para Portugal por 3-0 em Lisboa. O resultado obrigava os italianos a pelo menos empatarem com a Irlanda do Norte em Belfast. Schiaffino voltou a jogar pela Itália nessa partida e o empate, em 2-2, foi alcançado, mas não fora válido: os italianos pressionaram para que a FIFA tornasse a partida um mero amistoso, uma vez que seria apitado por um árbitro local pois o juiz escalado, o húngaro István Zsolt, ficara retido no aeroporto de Londres por mau tempo e não chegaria a tempo. Uma nova partida contra os norte-irlandeses, desta vez válida pelas Eliminatórias, foi marcada para janeiro de 1958.
Antes dela, em dezembro de 1957, a Itália enfrentou novamente Portugal, devolvendo em Milão os 3-0 sofridos em Lisboa. Os italianos embarcaram novamente para Belfast necessitando apenas do empate para se classificar: possuíam quatro pontos, contra três da Irlanda do Norte. A Squadra Azzurra formou um trio de ataque sul-americano para a partida: a dupla uruguaia de 1950, Ghiggia e Schiaffino, foi acrescida pelo brasileiro Dino da Costa, colega de Ghiggia na Roma. Porém, nada adiantou: em meia hora, os britânicos abriram 2-0 e os italianos só foram marcar, com Da Costa, a onze minutos do final.
Todavia, em seguida Ghiggia foi expulso, facilitando a retranca da Irlanda do Norte, que conseguiu manter o resultado, classificar-se e tirar a Itália da Copa do Mundo de 1958. Até hoje, a última vez que os italianos estiveram fora de um Copa, e única em que isso se deu por queda nas Eliminatórias (o país ausentou-se também da Copa do Mundo de 1930, mas na ocasião os participantes vieram por convite). A partida fatídica foi também a quarta e última de Schiaffino pela Azzurra.[carece de fontes?]

## Após parar de jogar
Depois de encerrar a carreira, em 1962, seguiu por mais uma temporada na Roma como assistente-técnico, mas depois ficou anos afastado do futebol, até trabalhar no futebol uruguaio. Primeiramente, treinou a própria seleção, na Copa América de 1975. Em um torneio em que jamais disputou como jogador, não teve sorte: a Celeste, como campeã da edição anterior, entrou diretamente nas semifinais, onde enfrentou a Colômbia. Fora de casa, os uruguaios perderam por 3-0. Em Montevidéu, ganharam por apenas 1-0, mas tiveram por duas vezes a oportunidade de cobrar pênaltis, ambos desperdiçados por Fernando Morena - que terminou expulso e o Uruguai, eliminado.[carece de fontes?]
No ano seguinte, Schiaffino tornou-se técnico do Peñarol. Mas ficou somente até julho, sendo substituído por Roque Máspoli em um ano de resultados ruins, ainda que se tenham vencido cinco e perdido somente um nos oito clássicos com o Nacional. Foi o ano em que nenhum dos dois clubes foi campeão, com o Defensor tornando-se o primeiro clube fora da dupla a ser campeão desde 1931.[carece de fontes?]
Schiaffino, logo decidiu voltar aos negócios imobiliários que cuidava, não voltando atrás. Um dos seus clientes chegou a ser o futuro presidente uruguaio Julio María Sanguinetti, ainda antes de este entrar para a política. Havia se especializado na especulação financeira ainda como jogador do Milan, viajando frequentemente à Suíça para aprender. Investiu grande parte dos rendimentos na compra de imóveis. Era o ex-jogador do Maracanaço com melhores condições financeiras, sendo inclusive considerado esnobe, ao passo que a maior parte dos antigos colegas viviam de modo humilde ou mesmo na miséria.
A morte do jogador deu-se apenas seis meses depois de falecida sua esposa, Angélica Bozzo, com quem completaria cinquenta anos de casado em 2002. Não tiveram filhos. Ele faleceu em 13 de novembro de 2002, deu-se próximo das datas de falecimento de outros colegas da seleção de 1950, casos de Julio Pérez e de Eusebio Tejera, ambos do Nacional. Assim, um clássico Nacional vs. Peñarol realizado em 24 de novembro homenageou o trio com um minuto de silêncio, com as duas torcidas rivais unindo-se nos aplausos. O anúncio do falecimento na assembleia legislativa nacional paralisou os trabalhos por lá, e foi seguida de aplausos de público de 40 mil pessoas quando foi soada nos alto-falantes do estádio San Siro, a receber na mesma data de 13 de novembro uma partida entre Milan e Deportivo La Coruña pela Liga dos Campeões da UEFA de 2002-03.

## Títulos
Seleção do Uruguai
- Copa do Mundo: 1950 [7]

 Peñarol
- Campeonato Uruguaio: 1949, 1951, 1953 [7]

 Milan
- Campeonato Italiano: 1955, 1957, 1959 [7]
- Copa Latina: 1956 [2]

 Roma
- Taça das Cidades com Feiras: 1961 [7]

## Campanhas de destaque
Seleção do Uruguai
• Copa do Mundo: Campeão - 1950
- Copa do Mundo: 4º lugar - 1954